# Girl Genius
Girl Genius je strip-serija i internetski strip kojega crtaju Phil i Kaja Foglio, a izdaje njihova tvrtka, Studio Foglio.  Izlazi od 2002, a 2009, 2010. i 2011. dobio je nagradu Hugo za najbolju strip-priču.
Girl Genius ima žensku protagonistkinju, a događa se u alternativnoj povijesti, u žanru steampunk-a.